# 安河内眞美
安河内 眞美（やすこうち まみ、1954年生まれ）は、日本の古美術商、古美術鑑定士。専門は掛軸・屏風。

## 来歴
福岡県北九州市生まれ。西南女学院高等学校、上智大学外国語学部ロシア語学科を卒業後、東京都中央区銀座の画廊店に勤務。
アメリカ合衆国に語学留学し帰国後、刀剣商を経営する義兄の影響で古美術に関心を持ち、都内の老舗骨董店に転職して古美術商としての修行を積む。1985年、港区六本木に古美術店「洗心」を開店し、2005年11月9日に株式会社偶庵を設立。翌2006年に店名を「洗心」から「美術商やすこうち」に改名した。
安河内の存在を広く知らしめることとなったのは地元TVQ九州放送のキー局・テレビ東京が制作する『開運!なんでも鑑定団』への鑑定士としての出演である。当初は横山大観の弟子であった渡邉包夫の傍らにあって鑑定力を磨き、渡邉が1998年に逝去した後は日本画系統の鑑定で中心的な役割を果たしている。
2007年に自宅マンションで盗難事件が発生し現金820万円と高級腕時計が盗まれた。後日、外国籍の容疑者が逮捕された。
2009年6月30日付で北九州市特命大使（観光）に任命された。。

## 出演
- 開運!なんでも鑑定団 （1996年 - 、テレビ東京系）
- Changeの瞬間 〜がんサバイバーストーリー〜（2022年5月8日・15日、朝日放送ラジオ）[4]

## 著書
- くつろぎを知る大人の骨董生活入門（2007年11月）情報センター出版局